# Intel Atom

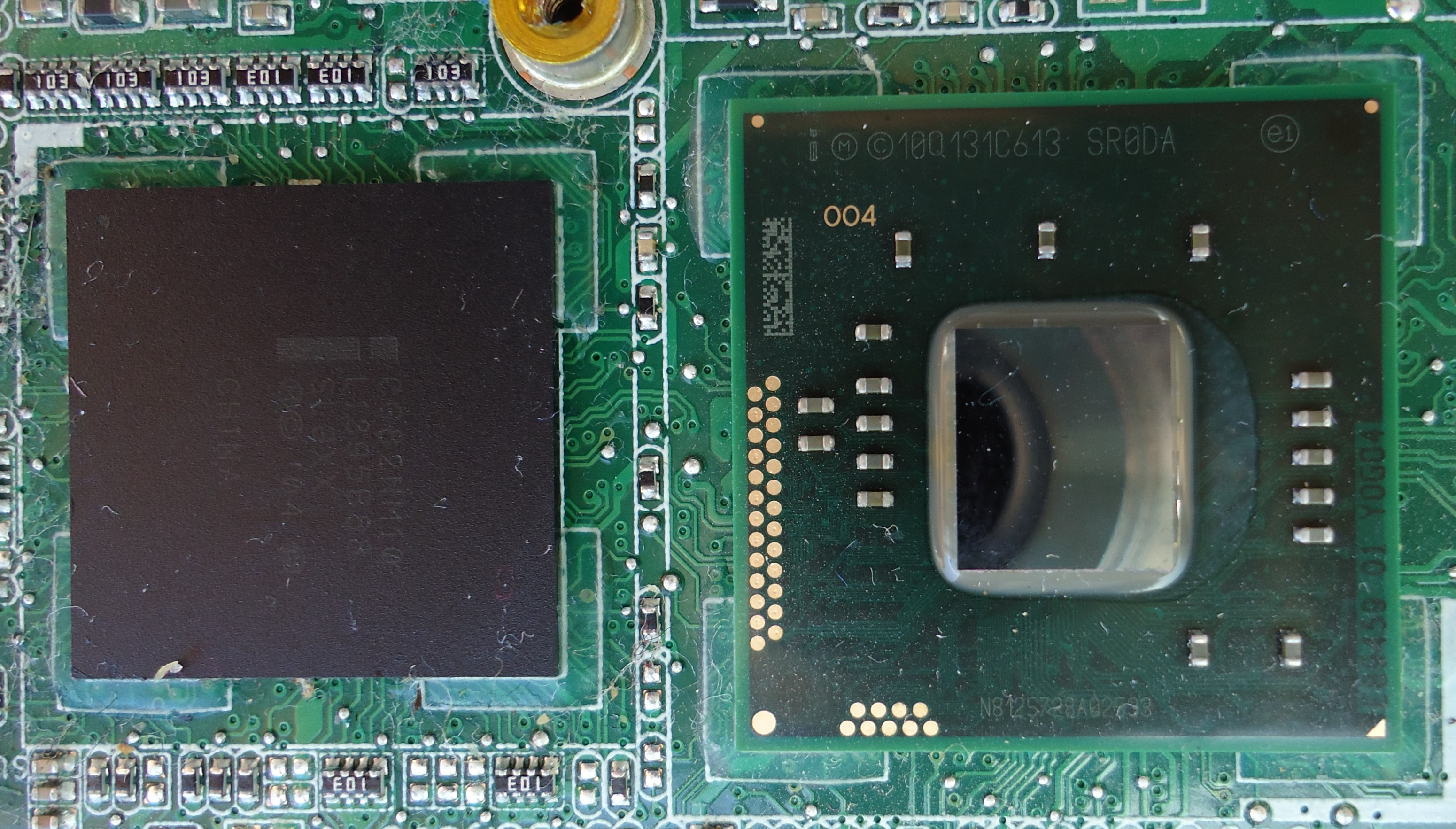
Intel Atom N2800

Intel® Atom™ es el nombre de una línea de microprocesadores de ultra-baja tensión x86 y x86-64 de Intel. Los Atom se utilizan principalmente en netbooks, nettops, sistemas embebidos que van desde la salud hasta la robótica avanzada, y dispositivos móviles de Internet (MID, por sus siglas en inglés). Originalmente diseñados para un proceso de fabricación de 45 nanómetros CMOS, los modelos posteriores a Cedar usan una tecnología de 32 nanómetros
La primera generación de microprocesadores Atom se basan en la microarquitectura Bonnell y se anuncia el 2 de marzo de 2008. El 21 de diciembre de 2009, Intel anunció la plataforma Pine Trail, incluyendo un nuevo Atom con nombre en código Pineview (Atom N450), con un consumo total de energía un 20% menos. El 28 de diciembre de 2011, Intel actualiza la línea Atom con los procesadores Cedar.
En diciembre de 2012, Intel lanzó la familia Centerton de procesadores Atom de 64 bits, diseñada específicamente para su uso en servidores. Centerton añade características anteriormente no disponibles en los procesadores Atom, como la tecnología de Virtualización Intel VT y soporte para memoria ECC. El 4 de septiembre de 2013 Intel lanzó al mercado un sucesor de Centerton en 22 nanómetros, llamado Avoton.
En 2012, Intel anunció un nuevo sistema en el chip de plataforma (SoC) diseñado para teléfonos inteligentes y tabletas que utilizar la línea de CPUs Atom. Fue una continuación de la asociación anunciada por Intel y Google el 13 de septiembre de 2011 para proporcionar soporte para el sistema operativo Android en los procesadores x86 de Intel. Esta gama compite con SoC existentes desarrollados para el mercado de teléfonos inteligentes y tabletas por Texas Instruments, Nvidia, Qualcomm y Samsung.
El 29 de abril de 2016, Intel anunció la decisión de cancelar el SoC Broxton para Teléfonos inteligentes y Tabletas. Broxton utilizaría la más nueva microarquitectura Atom (Goldmont en 14 nanómetros) en combinación con un módem Intel. Apollo Lake, anunció a principios del mismo mes que continuará utilizando núcleos Atom para PCs de bajo costo.

## Historia
El Intel Atom es un sucesor directo de los microprocesadores de bajo consumo Intel A100 y A110 (nombre en código Stealey), que fueron construidos con tecnología de 90 nanómetros, tenía 512 KB de caché L2 y corría a 600 MHz/800 MHz con 3 Vatios de potencia de diseño térmico. Antes del anuncio de Silverthorne, fuentes externas habían especulado que los Atom competirían con los system on a chip AMD Geode, utilizado por el One Laptop per Child (OLPC),y otras aplicaciones para procesadores x86 sensibles al coste y consumo. Sin embargo, Intel reveló el 15 de octubre de 2007 que se estaba desarrollando otro nuevo procesador móvil, con nombre en código Diamondville, para dispositivos de tipo OLPC.
Atom fue el nombre con el que se vendería el Silverthorne, mientras que el conjunto de chips de soporte anteriormente conocidos como Menlow fue llamado Centrino Atom.
En el Intel Developer Forum (IDF) de primavera 2008 en Shanghái, Intel anuncia oficialmente que Silverthorne y Diamondville se basan en la misma microarquitectura. Silverthorne se llama la serie Atom Z5xx y Diamondville la serie Atom N2xx. Los más caros Silverthorne de baja potencia era para ser utilizados en MIDs Intel mientras que Diamondville se iba a utilizar en equipos de escritorio y portátiles de bajo costo. Se presentaron varias placas madre Mini-ITX de muestra. Intel y Lenovo  también anunciaron conjuntamente un MID equipado con Atom llamado el IdeaPad U8.
En abril de 2008, un kit de desarrollo MID fue anunciado por Sophia Systems y la primera placa llamada CoreExpress-ECO fue presentada por la empresa alemana LiPPERT Embedded Computers, GmbH. Intel ofrece placas madre basadas en Atom.
En diciembre de 2012, Intel lanzó Atom para servidores, la serie S1200. La principal diferencia entre estos procesadores y todas las versiones anteriores, es que soporta memoria ECC, permitiendo el uso de Atom en entornos de servidores de misión crítica que requieren redundancia y la protección contra fallo de memoria.
| MID / PC Ultra Móvil / Lifestyle PC            | MID / PC Ultra Móvil / Lifestyle PC | MID / PC Ultra Móvil / Lifestyle PC | MID / PC Ultra Móvil / Lifestyle PC | MID / PC Ultra Móvil / Lifestyle PC | MID / PC Ultra Móvil / Lifestyle PC | MID / PC Ultra Móvil / Lifestyle PC | MID / PC Ultra Móvil / Lifestyle PC | MID / PC Ultra Móvil / Lifestyle PC   | MID / PC Ultra Móvil / Lifestyle PC | MID / PC Ultra Móvil / Lifestyle PC | MID / PC Ultra Móvil / Lifestyle PC |
| Nombre clave                                   | Serie                               | Núcleo                              | GPU en CPU                          | Velocidad GPU                       | TDP                                 | HT                                  | Intel 64                            | Intel VT-x                            | Fecha de lanzamiento                |                                     |                                     |
| ---------------------------------------------- | ----------------------------------- | ----------------------------------- | ----------------------------------- | ----------------------------------- | ----------------------------------- | ----------------------------------- | ----------------------------------- | ------------------------------------- | ----------------------------------- | ----------------------------------- | ----------------------------------- |
| Silverthorne                                   | Z5xx                                | 1 (45 nm)                           | Sí                                  | 200 MHz                             | 0,65~2 W                            | No                                  | No                                  | No                                    | Abril de 2008                       |                                     |                                     |
| Silverthorne                                   | Z5xx                                | 1 (45 nm)                           | Sí                                  | 200 MHz                             | 2~2,4 W                             | Sí                                  | No                                  | Z520 Z520PT Z530 Z530P Z540 Z550 Z560 | Abril de 2008                       |                                     |                                     |
| Lincroft                                       | Z6xx                                | 1 (45 nm)                           | Sí                                  | 400 MHz                             | 1,3~3 W                             | Sí                                  | No                                  | No                                    | Mayo de 2010                        |                                     |                                     |
| Classmate PC / Netbook / Nettop / Lifestyle PC |                                     |                                     |                                     |                                     |                                     |                                     |                                     |                                       |                                     |                                     |                                     |
| Nombre clave                                   | Serie                               | Núcleo                              | GPU en CPU                          | Velocidad GPU                       | TDP                                 | HT                                  | Intel 64                            | Intel VT-x                            | Fecha de lanzamiento                |                                     |                                     |
| Diamondville                                   | N2xx                                | 1 (45 nm)                           | No                                  | n/a                                 | 2,5 W                               | Sí                                  | No                                  | No                                    | Junio de 2008                       |                                     |                                     |
| Diamondville                                   | 2xx                                 | 1 (45 nm)                           | No                                  | n/a                                 | 4 W                                 | Sí                                  | Sí (si está activado)               | No                                    | Junio de 2008                       |                                     |                                     |
| Diamondville                                   | 3xx                                 | 2 (45 nm)                           | No                                  | n/a                                 | 8 W                                 | Sí                                  | Sí (si está activado)               | No                                    | Septiembre de 2008                  |                                     |                                     |
| Pineview                                       | N4xx                                | 1 (45 nm)                           | Sí                                  | 200 MHz                             | 6,5 W                               | Sí                                  | Sí (si está activado)               | No                                    | Enero de 2010                       |                                     |                                     |
| Pineview                                       | D4xx                                | 1 (45 nm)                           | Sí                                  | 400 MHz                             | 10 W                                | Sí                                  | Sí (si está activado)               | No                                    | Enero de 2010                       |                                     |                                     |
| Pineview                                       | N5xx                                | 2 (45 nm)                           | Sí                                  | 200 MHz                             | 8,5 W                               | Sí                                  | Sí (si está activado)               | No                                    | Enero de 2010                       |                                     |                                     |
| Pineview                                       | D5xx                                | 2 (45 nm)                           | Sí                                  | 400 MHz                             | 13 W                                | Sí                                  | Sí (si está activado)               | No                                    | Enero de 2010                       |                                     |                                     |
| Cedarview                                      | D2500                               | 2 (32 nm)                           | Sí                                  | 400 MHz                             | 10 W                                | No                                  | Sí (si está activado)               | No                                    | Noviembre de 2011                   |                                     |                                     |
| Cedarview                                      | D2550                               | 2 (32 nm)                           | Sí                                  | 640 MHz                             | 10 W                                | Sí                                  | Sí (si está activado)               | No                                    | Marzo de 2012                       |                                     |                                     |
| Cedarview                                      | D2700                               | 2 (32 nm)                           | Sí                                  | 640 MHz                             | 10 W                                | Sí                                  | Sí (si está activado)               | No                                    | Noviembre de 2011                   |                                     |                                     |
| Cedarview                                      | N2600                               | 2 (32 nm)                           | Sí                                  | 400 MHz                             | 3,5 W                               | Sí                                  | Sí (si está activado)               | No                                    | Diciembre de 2011                   |                                     |                                     |
| Cedarview                                      | N2800                               | 2 (32 nm)                           | Sí                                  | 640 MHz                             | 6,5 W                               | Sí                                  | Sí (si está activado)               | No                                    | Diciembre de 2011                   |                                     |                                     |
| Servidor / Almacenamiento                      |                                     |                                     |                                     |                                     |                                     |                                     |                                     |                                       |                                     |                                     |                                     |
| Nombre clave                                   | Serie                               | Núcleo                              | Velocidad base de CPU               | Velocidad max. de CPU               | TDP                                 | HT                                  | Puertos SATA                        | Puertos LAN                           | Fecha de lanzamiento                |                                     |                                     |
| Centerton                                      | S1220                               | 2 (32 nm)                           | 1,6 GHz                             |                                     | 8,1 W                               | No                                  |                                     |                                       | Diciembre de 2012                   |                                     |                                     |
| Centerton                                      | S1240                               | 2 (32 nm)                           | 1,6 GHz                             | 6,1 W                               |                                     | No                                  |                                     |                                       | Diciembre de 2012                   |                                     |                                     |
| Centerton                                      | S1260                               | 2 (32 nm)                           | 2 GHz                               | 8,6 W                               |                                     | No                                  |                                     |                                       | Diciembre de 2012                   |                                     |                                     |
| Briarwood                                      | S1269                               | 2 (32 nm)                           | 1,6 GHz                             | 11,7 W                              |                                     | No                                  |                                     |                                       |                                     |                                     |                                     |
| Briarwood                                      | S1279                               | 2 (32 nm)                           | 1,6 GHz                             | 13,1 W                              |                                     | No                                  |                                     |                                       |                                     |                                     |                                     |
| Briarwood                                      | S1289                               | 2 (32 nm)                           | 2 GHz                               | 14,1 W                              |                                     | No                                  |                                     |                                       |                                     |                                     |                                     |
| Avoton                                         | C2350                               | 2 (22 nm)                           | 1,7 GHz                             | 2 GHz                               | 6 W                                 | No                                  | 2                                   | 4                                     | Septiembre de 2013                  |                                     |                                     |
| Avoton                                         | C2530                               | 4 (22 nm)                           | 1,7 GHz                             | 2,4 GHz                             | 9 W                                 | No                                  | 2                                   | 2                                     | Septiembre de 2013                  |                                     |                                     |
| Avoton                                         | C2550                               | 4 (22 nm)                           | 2,4 GHz                             | 2,6 GHz                             | 14 W                                | No                                  | 6                                   | 4                                     | Septiembre de 2013                  |                                     |                                     |
| Avoton                                         | C2730                               | 8 (22 nm)                           | 1,7 GHz                             | 2,4 GHz                             | 12 W                                | No                                  | 2                                   | 2                                     | Septiembre de 2013                  |                                     |                                     |
| Avoton                                         | C2750                               | 8 (22 nm)                           | 2,4 GHz                             | 2,6 GHz                             | 20 W                                | No                                  | 6                                   | 4                                     | Septiembre de 2013                  |                                     |                                     |
| Anexo:Procesadores Intel Atom                  |                                     |                                     |                                     |                                     |                                     |                                     |                                     |                                       |                                     |                                     |                                     |

## Disponibilidad
Los procesadores Atom estuvieron disponibles para los fabricantes de sistemas en 2008. Debido a que están soldados a la placa base, como los northbridges y southbridges, los procesadores Atom no están disponibles para los usuarios domésticos o los fabricantes de sistemas con procesadores separados, a pesar de que se pueden obtener preinstalado en algunas placas base Mini-ITX. Los Atom Diamondville y Pineview se utilizan en los HP Mini Series, Asus N10, Lenovo IdeaPad S10, Acer Aspire One y Packard Bell "dot" (ZG5), ASUS Eee PC, Sony VAIO M-series, AMtek Elego, Dell Inspiron Mini Series, Gigabyte M912, LG X Series, Samsung NC10, Sylvania g Netbook Meso, Toshiba NB series (100, 200, 205, 255, 300, 500, 505), MSI Wind PC netbooks, RedFox Wizbook 1020i, Sony Vaio X Series, Zenith Z-Book, una gama de ordenadores de sobremesa Aleutia, Magic W3, Archos y los ICP-DAS LP-8381-Atom. La línea Pineview también se utiliza en múltiples dispositivos AAC para personas discapacitadas que no son capaces de hablar y el dispositivo AAC ayuda al usuario en la comunicación diaria con el software de voz dedicado.

## Comercialización
Intel ha aplicado la marca Atom a las líneas de productos dirigidas a varios segmentos de mercado diferentes, incluyendo: MID/UMPC/Teléfono inteligente, Netbook/Nettop, Tabletas, Sistemas embebidos, Microservidor/Servidor y Electrónica de consumo.

### Electrónica de consumo
Los SoCs Intel para electrónica de consumo se comercializan bajo la marca Atom. Antes de la aparición de la marca Atom, había varios modelos de SoCs Intel incluyendo: Olo River (CE 2110 con un Intel XScale basado en Arquitectura ARM) y Canmore (CE 3100 que como Stealey y Tolapai tenía una Microarquitectura Pentium M de 90 nanómetros). Los SoCs con marca Intel Atom incluyen: Sodaville, Groveland, y Berryville.

## Arquitectura
Los Intel Atom pueden ejecutar hasta dos instrucciones por ciclo. El rendimiento de un Atom de núcleo único es igual a, aproximadamente, la mitad de un Intel Celeron M equivalente, de su misma frecuencia. Por ejemplo, el Atom N455, que se puede encontrar en muchos netbooks, puede proporcionar una puntuación de 319 en el bancos de pruebas de rendimiento de PassMark CPU Lookup, en comparación con la puntuación de los 315 de Mobile Intel Pentium 4 - M de 2,60GHz, e incluso se podría comparar el rendimiento de dicho Intel Atom n455 con productos de la competencia como el Mobile AMD Athlon XP-M 1800+ de 1,53GHz (habiendo obtenido en el bancos de pruebas una puntuación de 312)  o el VIA C7 de 1,5GHz (habiendo obtenido una puntuación de 302).
Los Atom implementan el conjunto de instrucciones x86-64 y x86 (IA-32); excepto en los primeros modelos del Intel Atom (versiones N2xx y Z5xx); dichos modelos solo implementan el conjunto de instrucciones x86. Actualmente todos los Intel Atom integran instrucciones x86-64 (las versiones N2xx y Z5xx de Intel Atom están oficialmente descatalogadas).
En los Atom antiguos (descatalogados), las μ-ops internas pueden contener tanto carga como almacenamiento de memoria en relación con una operación de la ALU, siendo más parecidas al nivel x86 y más potentes que las usadas en diseños previos. Esto permite un rendimiento relativamente bueno con sólo dos ALUs de enteros, sin la necesidad de emplear técnicas avanzadas de microarquitectura como lo son la ejecución fuera de orden, ejecución de código especulativo o el renombrado de registros. Atom, por tanto, representa una resurrección parcial de los principios usados en anteriores diseños de Intel, tales como el Intel P5 y el i486, con el único propósito de mejorar el rendimiento por vatio. Sin embargo, el Hyper-Threading está implementado como un modo sencillo (es decir, de bajo consumo) de emplear ambos pipelines eficientemente al evitar las típicas dependencias de un único hilo de ejecución.

## Colaboraciones
En marzo de 2009,  Intel anunció que colaborará con TSMC para la producción de los procesadores Atom. El acuerdo fue puesto en espera debido a la falta de demanda en 2010.
El 13 de septiembre de 2011 Intel y Google llevan a cabo un anuncio conjunto de una asociación para proporcionar soporte en el sistema operativo Android a los procesadores Intel (comenzado por el Atom). Esto permitiría suministrar chips de Intel para el crecimiento del mercado de teléfono inteligente y tabletas market.

## Problemas
En febrero de 2017 Cisco Systems informó de un problema de señal de reloj que desactiva varios de sus productos. Cisco dijo, "esperamos que los fallos del producto puedan aumentar en los últimos años, comenzando después de que la unidad ha estado en funcionamiento durante aproximadamente 18 meses". Poco después este problema se relacionó con el Intel Atom SoC, y empezaron a aparecer en línea los informes de otros proveedores afectados.

## Prensa
- «Intel anuncia marca Intel® Atom™ para nueva familia de procesadores». Intel. 22 de diciembre de 2008. Consultado el 22 de diciembre de 2008.